# Lánczy Margit

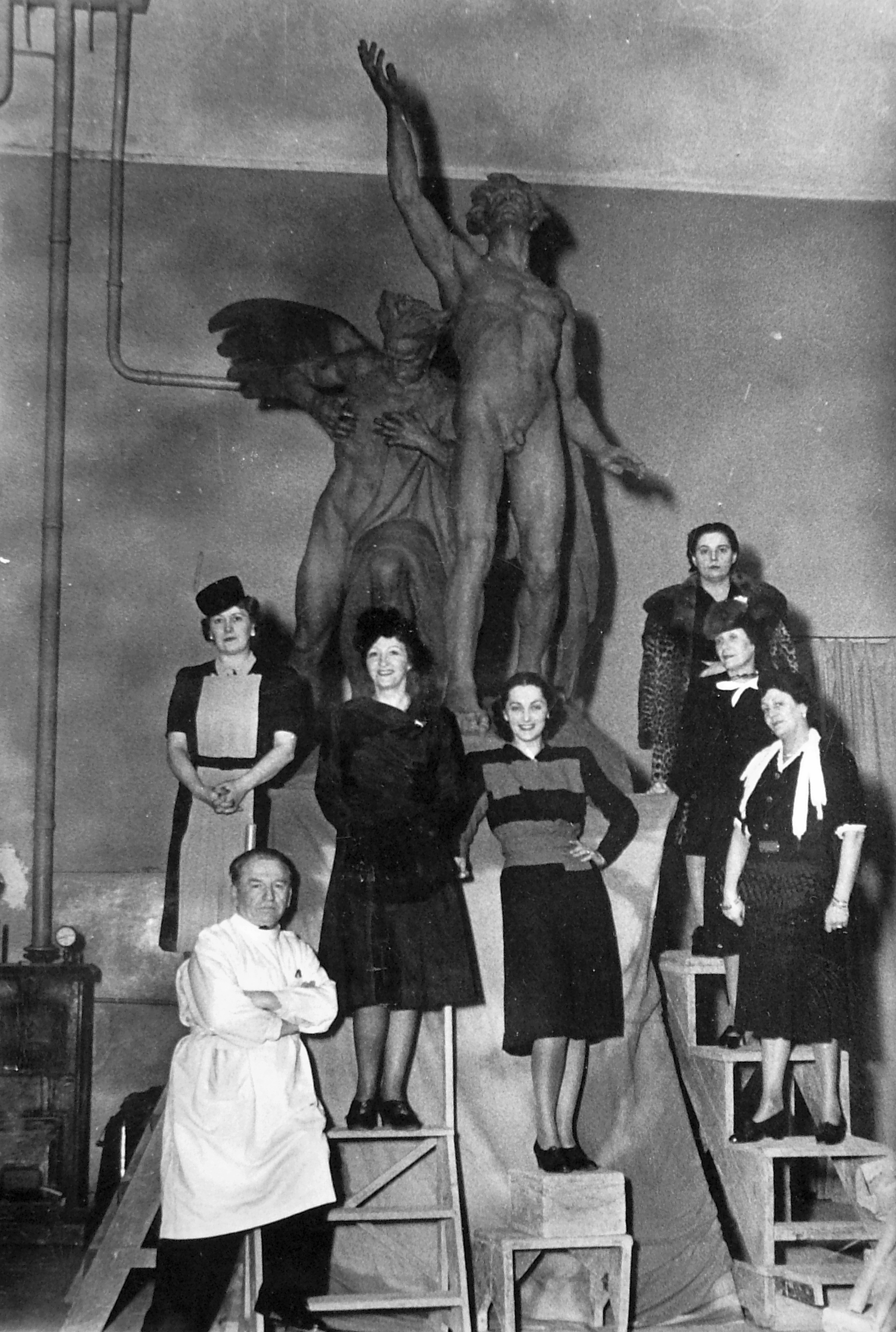
Kisfaludi Strobl Zsigmond műterme, a meg nem valósult Madách emlékmű gipszmintája. Fehér köpenyben a szobrász, mögötte az egykor Évát játszó színésznők: Lánczy Margit, Lukács Margit, Mátray Erzsi, Paulay Erzsi, Szabó Margit és Tasnády Ilona.

Lánczy Margit, szülei halála után: Prégler Margit Mária Ilona (Rákó (Bódvarákó), 1897. augusztus 11. – Budapest, 1965. április 5.) magyar színésznő.

## Életútja
1897. augusztus 11-én született Lánczy Ilka és gróf Keglevich István gyermekeként, nevelőszülője özv. Szajbolt Károlyné Prégler Antónia volt. 15 évesen címszerepet játszott a Nemzeti Színházban. 1915-ben elvégezte a Színiakadémiát, 1916-ban drámai szendét, majd fiatal hősnőként alakított. 1917. június 10-én Budapesten, a Ferencvárosban házasságot kötött Feiks Jenő festőművésszel, akitől 1934-ben elvált. Énektanulással is foglalkozott, s 1926-ban lépett először színpadra a Városi Színházban operaénekesnőként, majd 1927-ben az Operaházban is játszott. 1934-ben színtársulatot hozott létre Magyar Szivárvány névvel, Olaszországban is megfordult. 1936-ban Évát alakította Az ember tragédiájában a Szegedi Szabadtéri Játékokon. A Nemzeti Színháznál 1944-ig játszott, ezt követően a Madách Színházban folytatta pályáját. 1947-ben a Kis Színház szerződtette. Hamarosan azonban visszavonult, de 1957-ben láthatta még egyszer a közönség a Madách Színházban.

## Fontosabb szerepei
- William Shakespeare: Rómeó és Júlia – Júlia
- Herczeg Ferenc: A Gyurkovics lányok – Katinka
- Giacomo Puccini: Tosca
- William Shakespeare: Ahogy tetszik – Hymen
- Madách Imre: Az ember tragédiája – Éva

## Filmszerepei
- A becsapott újságíró (1914) – Alice
- A fogadalom (1920)
- Mackó úr kalandjai (1920)
- Nászút féláron (1936)
- Balkezes angyal (1940)
- Régi keringő (1941)
- Keresztúton (1944)
- Szerető fia, Péter (1942)
- Féltékenység (1943)
- Kölcsönadott élet (1943)
- Nászinduló (1943)
- Mit csinált felséged 3-tól 5-ig? (1964)